# Parafia św. Mikołaja w Nakle
Parafia Świętego Mikołaja – rzymskokatolicka parafia znajdująca się we wsi Nakło, w gminie Lelów, w powiecie częstochowskim, w województwie śląskim. Należy do dekanatu lelowskiego diecezji kieleckiej.